# Wivefilm
AB Wivefilm var ett svenskt filmproduktionsbolag. AB Wive bildades som ett konsortium 29.11. 1932, för att producera och distribuera filmer. I första hand hade konsortiet, som hade sina rötter i det kortlivade bolaget Ek-film, bildats för produktionen av Pettersson & Bendel (som först också annonserades som en Ek-film produktion). Namnet kom från två av stiftarna, Herman Wiskow och skohandlaren Victor Wetterström, som också förekommer i samband med andra filmbolag vid denna tid. Vid en extra bolagsstämma 27.5.1933 försvann två av grundarna, John Ek och Victor Wetterström ur bolaget och man fick istället en ny medlem, Algot Mygren, som ägde flera biografer. I samband med höjning av aktiekapitalet senare samma år kom också S.A.G. Swenson, chefen för Warner Brothers svenska filial, in i bilden. Rent formellt trädde Swenson in i styrelsen för företaget 1935, då det ombildades till AB Wivefilm, som kom att styras av en ledartrojka bestående av Mygren, Swenson och Carl Fritiof Anderson. Swenson blev den som kom att uppträda som bolagets ansikte utåt. Genom att bygga upp en effektiv distributionsapparat och genom goda kontakter med  potentiella finansiärer blev man en framgångsrik producent. Bolagets bokföring finns bevarad i Svenska Filminstitutets arkiv och av den framgår att praktiskt alla 1930-talsfilmer gav överskott.

## Filmproduktioner i urval
| Filmer producerade av Wivefilm | Filmer producerade av Wivefilm | Filmer producerade av Wivefilm | Filmer producerade av Wivefilm |
| År                             | Titel                          | Regissör                       | Utgiven på DVD                 |
| ------------------------------ | ------------------------------ | ------------------------------ | ------------------------------ |
| 1933                           | Pettersson & Bendel            | Per-Axel Branner               | Ja                             |
| 1934                           | Sången om den eldröda blomman  | Per-Axel Branner               |                                |
| 1934                           | Anderssonskans Kalle           | Sigurd Wallén                  |                                |
| 1935                           | Flickornas Alfred              | Edvin Adolphson                |                                |
| 1936                           | 65, 66 och jag                 | Anders Henrikson               | Ja                             |
| 1938                           | Den stora kärleken             | Anders Henrikson               |                                |
| 1938                           | Bara en trumpetare             | Anders Henrikson               |                                |
| 1938                           | Herr Husassistenten            | Ragnar Arvedson                |                                |
| 1939                           | Åh, en så'n grabb              | Ivar Johansson                 | Ja                             |
| 1940                           | Snurriga familjen              | Ivar Johansson                 | Ja                             |
| 1940                           | Gentleman att hyra             | Ragnar Arvedson                | Ja                             |
| 1941                           | Hem från Babylon               | Alf Sjöberg                    |                                |
| 1941                           | Fröken Vildkatt                | Weyler Hildebrand              |                                |
| 1941                           | Bara en kvinna                 | Anders Henrikson               |                                |
| 1941                           | Fröken Kyrkråtta               | Schamyl Bauman                 |                                |
| 1942                           | En trallande jänta             | Börje Larsson                  | Ja                             |
| 1944                           | Lilla helgonet                 | Weyler Hildebrand              | Ja                             |
| 1945                           | Blåjackor                      | Rolf Husberg                   | Ja                             |
| 1954                           | Två sköna juveler              | Rolf Husberg                   |                                |
| 1957                           | Expedition Röda havet          | Bengt Börjeson                 |                                |
| 1961                           | Svenska flickor i Paris        | Barbro Boman                   |                                |